# Dschizya

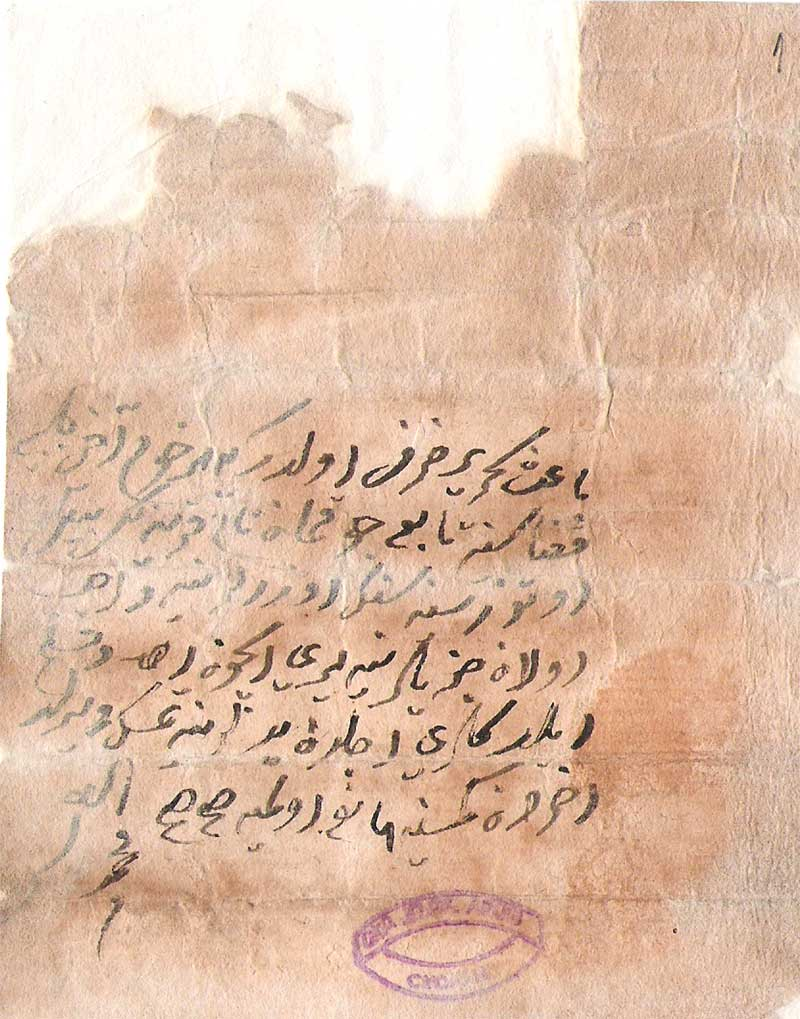
Ein Dokument von 1615 über die Dschizya im damals osmanisch beherrschten Bulgarien

Dschizya (arabisch جزية, DMG ǧizya ‚Kopfsteuer, Tribut‘, osmanisch جزيه cizye) ist die Bezeichnung für die den nichtmuslimischen Schutzbefohlenen (Dhimmi) unter islamischer Herrschaft auferlegte Steuer. Neben dem Zakat und dem Charadsch ist es eine grundlegende Steuer (arabisch ضريبة ḍarība dariba) im islamischen Fiskalsystem.

## Die Dschizya im Koran und ihr altarabischer Hintergrund
Die Erhebung dieser Steuer von der unterworfenen nichtmuslimischen Bevölkerung, sofern es sich um sogenannte Schriftbesitzer (ahl al-kitab), also Juden und Christen, handelt, gründet sich auf das Koranwort Sure 9, Vers 29, das Rudi Paret folgendermaßen übersetzt:

„Kämpft gegen diejenigen, die nicht an Gott und den jüngsten Tag glauben und nicht verbieten (oder: für verboten erklären), was Gott und sein Gesandter verboten haben, und nicht der wahren Religion angehören – von denen, die die Schrift erhalten haben – (kämpft gegen sie), bis sie kleinlaut aus der Hand (?) Tribut entrichten! (ḥattā yuʾtū l-ǧizyata ʿan yadin wa-hum ṣāġirūn)“

Nach übereinstimmenden Äußerungen der Koranexegese (tafsīr) – zu nennen sind hier u. a. at-Tabari, Ibn Kathir und az-Zamachschari – entstand dieser Vers vor dem historischen Hintergrund der Feldzüge Mohammeds gegen Byzanz und dessen arabischstämmige Verbündete im Norden der Arabischen Halbinsel im Jahre 629.
Hinsichtlich Parets Übersetzung ist anzumerken, dass sie den arabischen Ausdruck ḥattā yuʾtū l-ǧizyata ʿan yadin wa-hum ṣāġirūn nur sehr ungenau wiedergibt. Meïr Bravmann hat anhand des Vergleichs mit ähnlich lautenden Stellen aus der altarabischen Literatur gezeigt, dass der Ausdruck al-ǧizyatu ʿan yadin hier die Gegenleistung (ǧizya) für eine erfahrene Wohltat (yad) meint, nämlich die Schonung des Lebens der Schriftbesitzer (ahl al-kitāb) zu dem Zeitpunkt, als sie von den Muslimen besiegt worden waren und sich in einem Zustand der Machtlosigkeit befanden (wa-hum ṣāġirūn). Dementsprechend müsste der Passus übersetzt werden: "bis sie die Gegenleistung für die erfahrene Wohltat entrichten, die sie erfahren haben, als sie machtlos waren."

## Dschizya-Praxis in frühislamischer Zeit
Die Art der Besteuerung war in der frühislamischen Zeit unterschiedlich: a) Kopfsteuer in den durch einen Friedensvertrag (sulh) unterworfenen Gebieten – so der Vertrag Mohammeds mit den Christen von Nadschran auf der Wüstenroute zwischen Mekka und dem Jemen, b) die Kopfsteuer in den durch Gewalt (ʿanwa) unterworfenen Gebieten, deren Bevölkerung sich den Muslimen nicht freiwillig ergab. Bei der letzterwähnten Besteuerungsart lagen Umfang und Höhe der Steuern allein im Ermessen der muslimischen Obrigkeit, sie waren keine Gemeinschafts-, sondern Personen(Kopf-)steuern.
Im Jemen hatten diejenigen, die sich nicht zum Islam bekehrten, einen einheitlichen Betrag von jeweils einem Dinar für jede erwachsene Person an Dschizya zu entrichten, ganz gleich, ob es sich um Männer oder Frauen, Freie oder Sklaven handelte.

## Die Dschizya in der islamischen Jurisprudenz
Sure 9:29 war die Grundlage juristischer Erörterungen in der Rechtsliteratur des späten 7. und frühen 8. Jahrhunderts. Die Höhe der Steuer war vom Umfang des jeweiligen persönlichen Eigentums des Steuerpflichtigen abhängig und demnach keine Kollektivsteuer.
Die islamische Jurisprudenz behandelt die Dschizya in den Kapiteln des Dschihad und in den Schriften über das islamische Kriegsrecht, in denen die Rechte und Pflichten der Nichtmuslime ausschließlich aus islamischer Sicht näher geregelt sind. Durch die Entrichtung dieser Kopfsteuer wurden sie zu „Schutzbefohlenen“, die unter muslimischer Obrigkeit Schutz ihres Lebens und ihres Eigentums – dessen Umfang wiederum vom islamischen Recht festgelegt wurde – sowie das Recht auf die freie Ausübung ihrer religiösen Bräuche genossen, welche ebenfalls den Einschränkungen der geltenden islamischen Gesetze unterworfen waren.
Die ältesten Rechtsbestimmungen über die Besteuerung von Nicht-Muslimen, deren Entstehung in die umayyadische Zeit zurückreicht und mit Namen wie al-Auzāʿī, Abū Hanīfa, Mālik ibn Anas und asch-Schāfiʿī verbunden ist, sind in at-Tabaris Werk „Die kontroversen (Lehrmeinungen) der Rechtsgelehrten“ erhalten. Welche immense Bedeutung diese Art der Besteuerung im islamischen Staatswesen und im Fiqh hatte, bestätigen die umfangreichen Ausführungen des Juristen Ibn Qayyim al-Dschauziya (1292–1350) in seinem grundlegenden Buch unter dem Titel Ahkam ahl al-dhimma / أحكام أهل الذمة / Aḥkām ahl al-ḏimma / ‚Rechtsvorschriften für die Schutzbefohlenen‘, in dem er die Dschizya-Frage auf über 160 Seiten zusammenfassend darstellt.

### Die Frage der Zahlungspflichtigkeit
Zahlungspflichtig waren erwachsene, geistig und körperlich gesunde und zahlungsfähige Männer. Frauen, Kinder und Bettler, aber auch Mönche armer Klöster waren dschizya-frei. Die Kopfsteuer sollte bar oder in solchen Naturalien, die islamrechtlich zulässig sind, entrichtet werden. Die Höhe der zu entrichtenden Steuer variierte je nach Region und Epoche des islamischen Reiches. Die Befreiung Steuerpflichtiger von der dschizya war nur durch Übertritt zum Islam möglich. Da die Abgaben der nicht-muslimischen Bevölkerung unter islamischer Herrschaft den größten Teil der steuerlichen Einnahmen der Muslime ausmachten, bestand auf muslimischer Seite wenig Interesse an einer Islamisierung der jeweiligen Gebiete. Dies ging so weit, dass zu Beginn des achten Jahrhunderts die Konversion von Nicht-Muslimen zum Islam zeitweise verboten wurde.
In der hanafitischen Rechtsschule wurde die Frage diskutiert, ob im Falle, dass der Dhimmī über eine Anzahl von Jahren die Dschizya nicht entrichtet hat, er sie für die vergangenen Jahre nachbezahlen muss oder nicht. Während Abū Hanīfa dies verneinte und meinte, dass die Dschizya – da keine Schuld – immer nur für das laufende Jahr entrichtet werden müsse, lehrten seine beiden Schüler Abū Yūsuf und asch-Schaibānī, dass die Dschizya auch für die vergangenen Jahre entrichtet werden müsse, es sei denn, die Unmöglichkeit der Entrichtung der Dschizya sei auf einen Umstand zurückzuführen, den der Dhimmī nicht zu verschulden habe.

### Die Legitimität der Besteuerung
Eingehend und kontrovers wurde in der islamischen Rechtslehre auch die Legitimität dieser Steuererhebung diskutiert. Einstimmigkeit herrscht unter den Rechtsgelehrten darüber, dass die Legitimität der Kopfsteuer sowohl im Koran – in der oben genannten Sure 9, Vers 29 – als auch in der Sunna von Mohammed und seinen Anweisungen begründet sei. Rechtsgelehrte – wie asch-Schāfiʿī – waren der Ansicht, dass die Entrichtung der Kopfsteuer ein Zeichen der Unterwürfigkeit derjenigen sei, die die Lehren des Islams nicht annehmen wollen: „… bis sie kleinlaut aus der Hand Tribut entrichten.“
Spätere islamische Juristen sahen in der Erhebung der Kopfsteuer einen Anreiz zur „Rechtleitung“ derjenigen, die vor die Wahl gestellt wurden, entweder in den Islam einzutreten oder in ihrem „Unglauben“ (kufr) zu verharren. Schließlich betrachtete man die Kopfsteuer – unter welchen Bedingungen auch immer sie verhängt wurde – als eine sichere Einnahmequelle für den islamischen Staat: „Sie gilt als eine Art Erniedrigung für sie (Nicht-Muslime) und eine (finanzielle) Unterstützung für uns“. Im zeitgenössischen Verständnis dieser Steuerpolitik in der islamischen Geschichte heißt es: „Die Geldeinnahme an sich ist bei der Legitimation der Dschizya nicht ausschlaggebend. Ausschlaggebend ist vielmehr die Unterwerfung der Schutzbefohlenen (ahl al-dhimma) der Herrschaft der Muslime, in ihrem Kreis zu leben, um die Vorzüge des Islams und die Gerechtigkeit der Muslime kennenzulernen. Damit diese Vorzüge für sie überzeugende Beweise dafür sind, sich vom Unglauben (kufr) abzuwenden und den Islam anzunehmen.“

## Dschizya-Praxis in späterer Zeit

### Osmanisches Reich
Im Osmanischen Reich wurde ab Sultan Süleyman I. ein großer Teil der Einnahmen aus der dschizya zur Unterstützung der Gelehrten in Mekka und Medina verwendet. Das Dschizya-System bestand bis in die Zeit des Krimkrieges und wurde mit dem Hatt-ı Hümâyûn / خط همايون / ‚Großherrliches Handschreiben‘ vom 18. Februar 1856 durch eine Militärbefreiungssteuer (bedel-i askerî / بدل عسکری) ersetzt. Nach der Revolution Atatürks wurde die Dschizya endgültig abgeschafft; seitdem leisten in der Türkei auch Christen Militärdienst.

### Jemen
Ausführlichere Informationen über die Dschizya-Praxis liegen aus den jüdischen Gemeinden des Jemen vor. So ist bekannt, dass die jüdische Gemeinschaft von Aden vor der osmanischen Eroberung im 16. Jahrhundert jährlich 10.000 Buqsheh an Dschizya entrichten musste. In der Stadt Rada'a war im 18. Jahrhundert der Qādī für die Einziehung der Steuer verantwortlich. Er gab dieses Recht einem vornehmen Juden weiter. Dieser Verantwortliche sammelte die Dschizya einmal im Monat ein, bei Händlern zweimal. Wenn die vereinbarte Gesamtsumme nicht zusammenkam, musste er den Restbetrag selbst aufbringen. Der Betrag der insgesamt zu zahlenden Dschizya-Summe wurde im Voraus festgelegt und alle paar Jahre angepasst. Innerhalb der jüdischen Gemeinschaft gab es drei Steuerklassen: die höhere, die mittlere und die niedere. Im frühen 19. Jahrhundert wurden alle diejenigen, die ein Pferd und einen Goldring besaßen, der höchsten Steuerklasse zugeordnet, diejenigen, die 16 Rial besaßen, der mittleren und alle anderen der niederen Steuerklasse.
In der Zeit der Unsicherheit gegen Ende des 19. Jahrhunderts, als osmanische Truppen das Land wiederzubesetzen versuchten, mussten die Juden die Dschizya häufig an mehrere Seiten gleichzeitig entrichten. Die Dschizya-Steuer wurde auch unter Imam Yahya Muhammad Hamid ad-Din weiter aufrechterhalten. Für die Einziehung der Dschizya war in dieser Zeit ein jüdischer Beamter (maʾmūr) zuständig, dem mehrere Assistenten (ʿuqqāl) zur Seite standen. Sie legten jährlich über die Dschizya-Zahler in hebräischer Schrift Verzeichnisse an, die dann ins Arabische übertragen und dem Schatzamt (bait al-māl) übergeben wurden. Nach Bestätigung durch den zuständigen Minister wurde dann auf Grundlage dieses Verzeichnisses die Dschizya eingesammelt.